# Dalton (trio)
Dalton is de naam van een Deense muziekgroep, bestaande uit Lars Lilholt, Johnny Madsen en Allan Olsen, drie rockmuzikanten die elk op eigen kracht in Denemarken een groot publiek hebben bereikt.
De drie begonnen in 1983 af en toe samen te spelen, aanvankelijk gewoon voor het plezier. Een groepsnaam ontbrak nog. Pas toen in 1992 een eerste cd uitkwam, noemde het trio zich Dalton. Die eerste cd bevatte drie nummers die in Denemarken de top bereikten: Hollywood, Under rimelige graenser en Selskabsmadonna, dat de melodie had geleend van Sundown van Gordon Lightfoot.
Na een succesvolle tournee ter ondersteuning van de nieuwe cd, gingen Lilholt, Madsen en Olsen elk weer hun eigen weg, met een enkel optreden als trio in de volgende jaren. Pas in 2005 ontstonden plannen voor een nieuwe cd, die vier jaar later verscheen: Tyve Ti. Ook nu werd er getoerd en dat leidde in 2010 tot het uitbrengen van de dubbel-cd/dvd Var her; goed voor nieuwe successen.

## Discografie
- Dalton (1992)
- Tyve Ti (2009)
- Var Her (2010)